# 诺基亚Lumia 720
Nokia Lumia 720是一款Nokia以Windows Phone 8平台所開發的智慧型手機。Lumia 720發表於2013年2月，同時也是全球第一支9.0mm薄的Windows Phone 8智慧型手機。Nokia Lumia 720外殼材料是聚碳酸酯，硬體上配置Snapdragon第四代（S4）MSM8227 1.0GHz處理器、4.3吋800x480解析度螢幕、670萬像素並卡爾蔡司相機鏡頭、2000mAh電池，屬於2013年度的Windows Phone 8智慧型手機。
Nokia Lumia 720內建無線充電模組，可以使用國際標準的Qi無線充電，而Nokia也會為其推出NFC連接的產品，包括無線喇叭、耳機等。